# إم. أ. فوستر
إم. أ. فوستر (بالإنجليزية: M. A. Foster)‏ (2 يوليو 1939، غرينزبورو في الولايات المتحدة)؛ كاتب وروائي أمريكي.